# Stara Gradiška (camp)

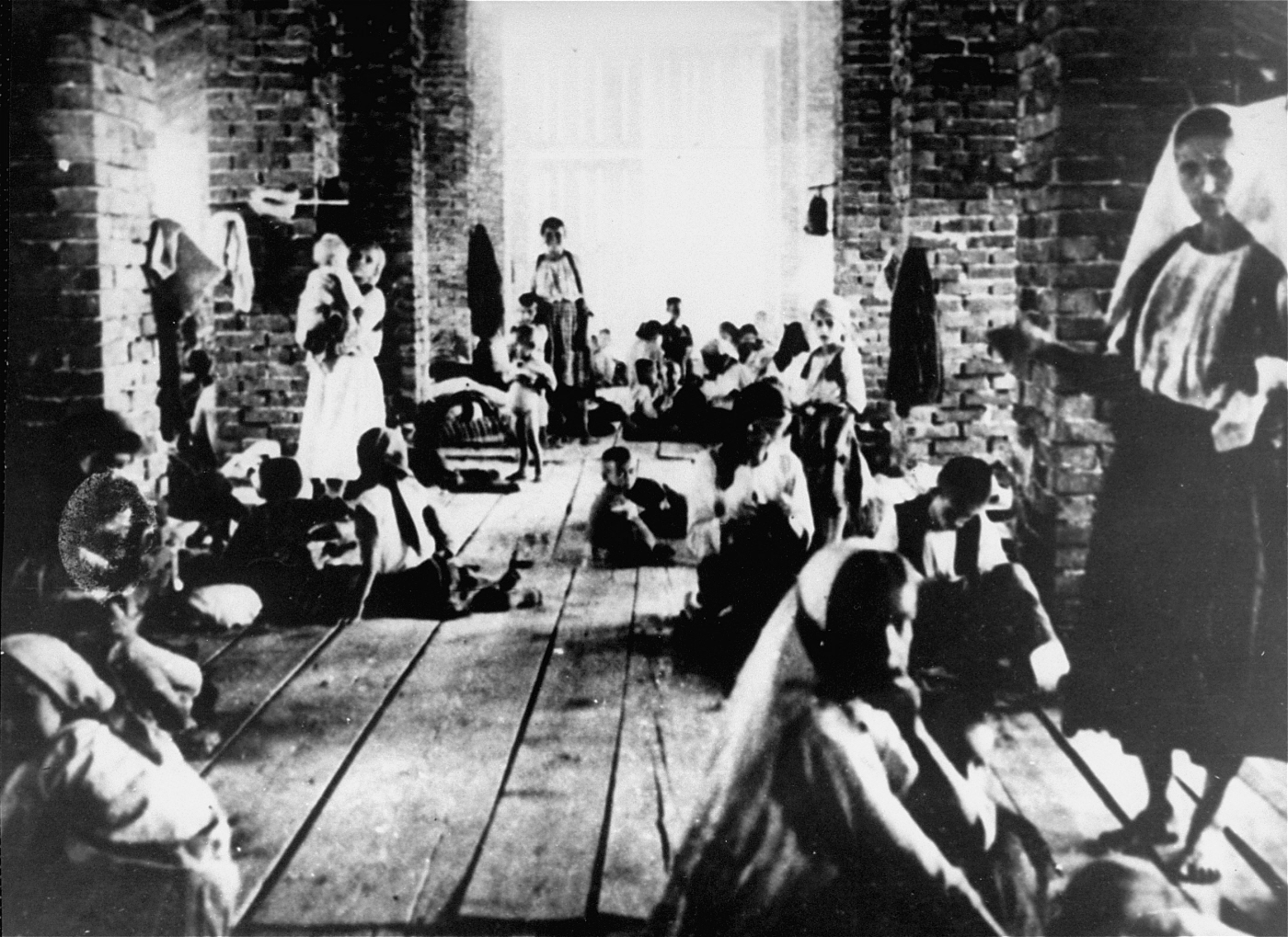
Dones i nens al camp de concentració de Stara Gradiška

El camp de Stara Gradiška va ser un camp de concentració i extermini a Croàcia, durant la Segona Guerra Mundial, construït especialment per a dones i nens dels serbis, jueus, gitanos i antifeixistes croats. Va ser establert el 1941 pels ústaixes durant l'Estat independent de Croàcia (NDH), prop de la localitat de Stara Gradiška. Era el cinquè subcamp del complex del camp de concentració de Jasenovac.